# Phaseolus polystachios
Phaseolus polystachios är en ärtväxtart som först beskrevs av Carl von Linné, och fick sitt nu gällande namn av Nathaniel Lord Britton och Al. Phaseolus polystachios ingår i släktet bönor, och familjen ärtväxter. IUCN kategoriserar arten globalt som livskraftig.

## Underarter
Arten delas in i följande underarter:
- P. p. polystachios
- P. p. sinuatus

## Bildgalleri

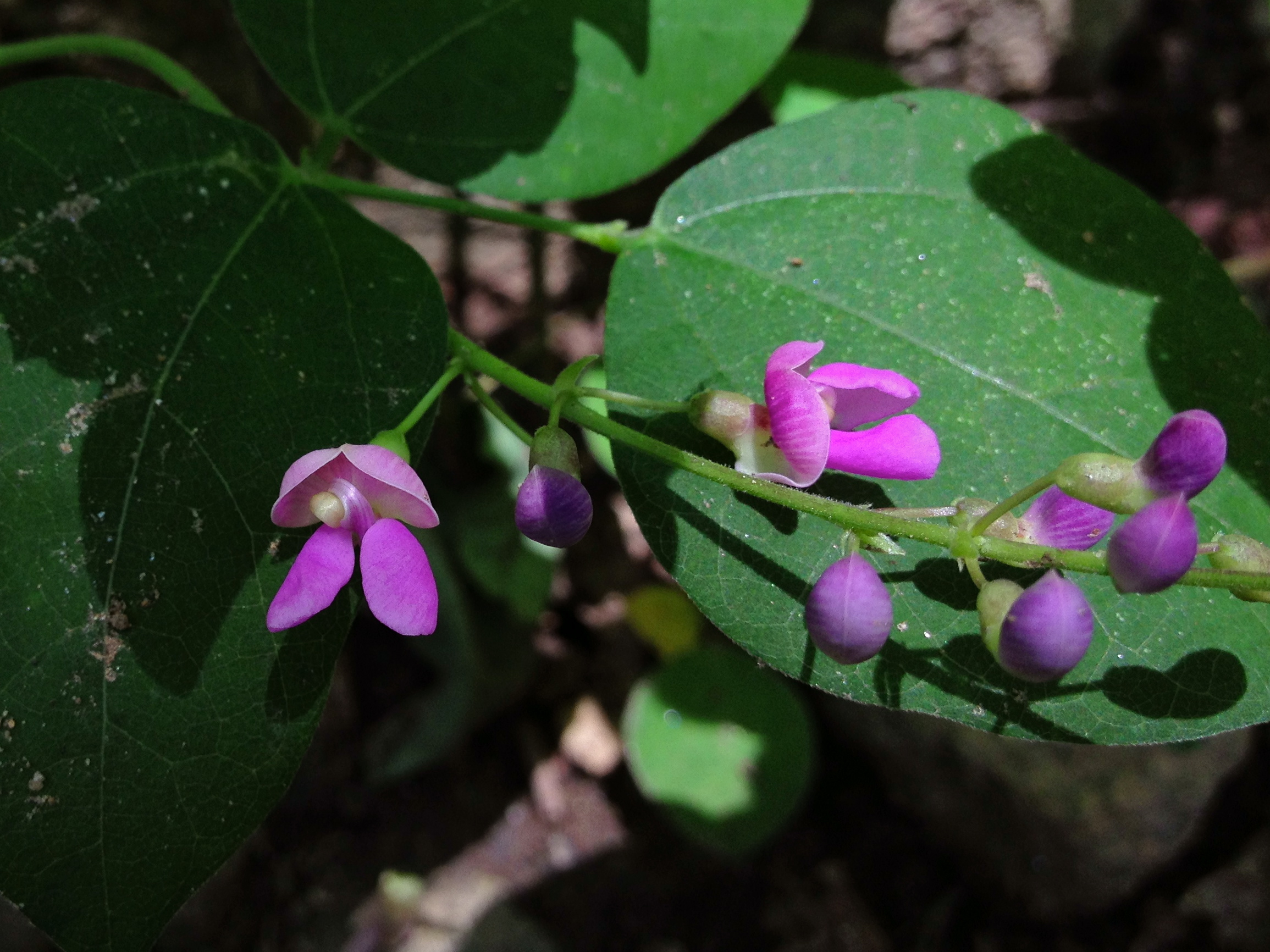
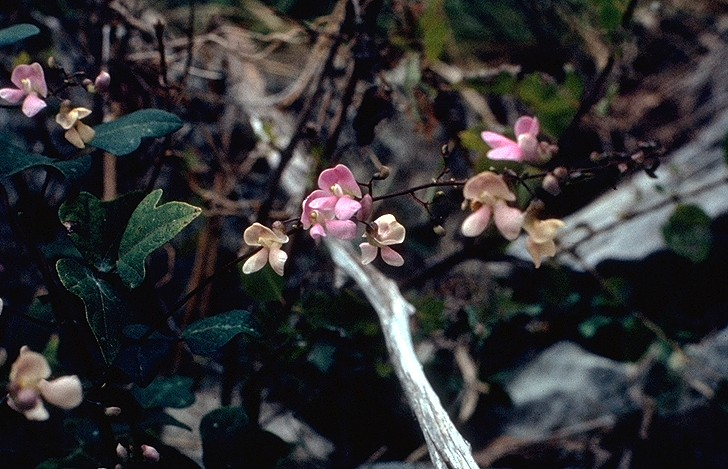